# 前1千纪
前1千紀，是指從西元前1000年至西元前1年間的這一千年。

## 重大事件
- 前10世紀 - 伊比利亞人開始伊比利亞半島在出現。
- 前10世紀 - 伊特鲁里亚文明誕生。公元前6世紀的达到全盛时期。
- 前800年 - 中歐青銅器時代結束，进入凯尔特人哈尔施塔特文化。
- 前600年 - 凯尔特人拉登文化（La Tène culture）：凯尔特人在公元前6世纪的时候，创造的铁器文化。
- 前552年 -前550年- 居魯士大帝征服米底王国並建立波斯帝國。
- 前539年 - 居鲁士二世征服迦勒底王国。
- 《舊約聖經》成書。
- 前509年 - 羅馬共和國創建。
- 前499年-前449年希波战争
- 前5世紀 - 說阿爾泰語系的民族開始興起。他們是後期的月氏、柔然、突厥等的祖先。
- 前5世紀 - 星辰信仰及占星術開始發展。
- 前5世紀 - 佛教思想開始建立。
- 前5世紀 - 迦太基人勢力擴大至今日西班牙北部。
- 前400年 - 中歐前鐵器時代結束，进入后鐵器時代，鐵器擴展至西歐的不列颠岛。
- 前4世紀 - 古希臘的哲学思想開始迅速發展。德谟克利特提出原子論。
- 前4世紀 - 马其顿帝国亚历山大三世征服古希臘、波斯帝国及印度河平原。
- 前229年 - 前221年 - 秦始皇帝陆续征服六國；建立秦帝国，成為中國首位皇帝。
- 前221年－前207年:中國首個大一統的朝代——秦朝。
- 前206年－前202年:楚漢相爭，最後由劉邦一統秦末割據之局面。
- 古埃及文明開始衰落。
- 斯巴達與雅典爆發戰爭，是為伯罗奔尼撒战争。
- 前4世纪-古希臘文明在地中海廣泛傳播，最遠更伸展至中亚的印度-希腊人。
- 凯尔特人入侵西歐。
- 羅馬共和国的興起與衰落。
- 羅馬與迦太基戰爭，史稱布匿戰爭。
- 瑪雅文明出現。
- 前265年 - 迦太基人的勢力範圍擴展至最大。
- 前27年 - 奧古斯都（原名蓋·屋大維·圖里努斯）建立羅馬帝國。

## 發明及發現
- 铁的廣泛使用。
- 哲学。
- 浮力定律的發現。
- 幾何學的發展。
- 毕达哥拉斯證明了勾股定理。
- 埃拉托色尼证明了地球是圆的，并估计了它的半径。
- 腓尼基人發明字母。
- 數字0的發明。